# Генрих (герцог Ангальт-Кётена)
Генрих Ангальт-Кётенский (нем. Heinrich von Anhalt-Köthen; 30 июля 1778, Плес — 23 ноября 1847, Кётен) — последний герцог Ангальт-Кётенский, генерал пехоты прусской армии (1847).

## Биография
Генрих — четвёртый сын князя Фридриха Эрдмана Ангальт-Кётен-Плесского и графини Луизы Фердинанды Штольберг-Вернигеродской. В 1819 году он женился на Августе (1794—1855), дочери князя Генриха XLIV Рёйсс-Кёстрицкого и баронессы Августы Ридезели Эйзенахской.
В 1818 году Генрих вступил на трон в княжестве Плес в Верхней Силезии, которое оставил ему его брат, отправившийся править в герцогстве Ангальт-Кётен. После смерти бездетного Фердинанда Фридриха в 1830 году Генрих наследовал ему в Ангальт-Кётене, оставив Плес своему младшему брату Людвигу, который умер в 1841 году.
Благодаря Генриху первая железная дорога появилась в Кётене ещё в 1840 году, поскольку герцог Ангальт-Бернбурга Александр Карл не дал разрешения на прокладку железнодорожной ветки Магдебург-Лейпциг через Бернбург.
С 1796 года герцог Генрих состоял на службе в прусской армии, в 1806 году имел звание майора, а увольнялся генерал-майором. В 1830 году Генрих был награждён орденом Чёрного орла. В 1841 году Генрих вновь был принят на службу в прусскую армию и в год своей смерти получил звание генерала инфантерии.
4 марта 1833 года был награждён орденом Святого Андрея Первозванного.
После смерти бездетного Генриха Ангальт-Кётен отошёл сначала Ангальт-Бернбургу, а в 1853 году — Ангальт-Дессау.